# Maddela
Maddela est une municipalité de la province de Quirino, aux Philippines. Elle compte 32 barangays.

## Liste des barangays
| - Abbag - Balligui - Buenavista - Cabaruan - Cabuaan - Cofcaville - Diduyon - Dipintin - Divisoria Norte - Divisoria Sur - Dumabato Norte | - Dumabato Sur - Jose Ancheta - Lusod - Manglad - Pedlisan - Poblacion Norte - Poblacion Sur - San Bernabe - San Dionisio - Santa Maria - San Martin | - San Pedro - San Salvador - Santo Niño - Santo Tomas - Villa Agullana - Villa Gracia - Villa Jose V Ylanan - Villa Hermosa Sur - Villa Hermosa Norte - Ysmael |